# Lac dystrophique
Les lacs dystrophiques ou lacs dystrophes, également connus sous le nom de lacs humiques, sont des lacs qui contiennent de grandes quantités de substances humiques et d'acides organiques. La présence de ces substances fait que l'eau est de couleur brune et a un pH généralement bas d'environ 4,0 à 6,0. En raison de ces conditions acides, il y a peu de biodiversité capable de survivre, composée principalement d'algues, de phytoplancton, de picoplancton et de bactéries,. De nombreuses recherches ont été effectuées sur les nombreux lacs dystrophiques situés dans l'est de la Pologne, mais des lacs dystrophiques peuvent être trouvés dans de nombreuses régions du monde.

## Classification des lacs dystrophiques
Les lacs peuvent être classés en fonction de la productivité croissante comme oligotrophes (en), mésotrophes, eutrophes et hypereutrophes. Les lacs dystrophes étaient auparavant classés comme oligotrophes en raison de leur faible productivité . Cependant, des recherches plus récentes montrent que la dystrophie peut être associée à n'importe lequel des types trophiques. Cela est dû à une plage de pH plus large possible (acide 4,0 à plus neutre 8,0 à l'occasion) et à d'autres propriétés fluctuantes telles que la disponibilité des nutriments et la composition chimique. Par conséquent, la dystrophie peut être classée comme une condition affectant l'état trophique plutôt que comme un état trophique en soi .

## Propriétés chimiques

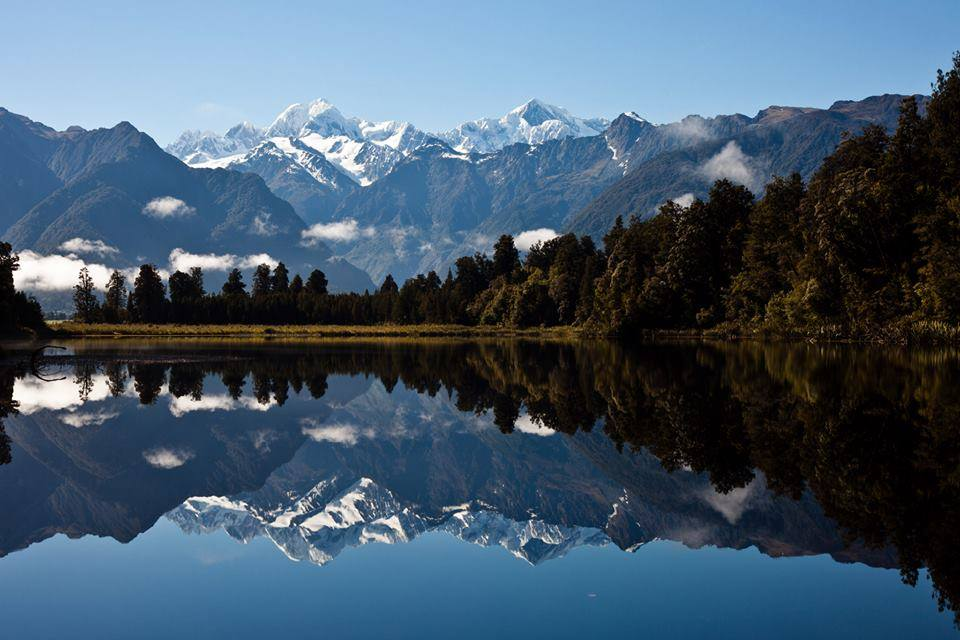
Le lac Matheson, un lac dystrophe en Nouvelle-Zélande, a une eau tachée si sombre par des tanins que son reflet des Alpes du Sud à proximité en a fait une attraction touristique

Les lacs dystrophes ont un niveau élevé de carbone organique dissous. Il contient des acides carboxyliques et phénoliques organiques, qui maintiennent les niveaux de pH de l'eau relativement stables en agissant comme un tampon naturel. Par conséquent, le pH naturellement acide du lac n'est en grande partie pas affecté par les émissions industrielles. Le carbone organique dissous réduit également l'entrée du rayonnement ultraviolet et peut réduire la biodisponibilité des métaux lourds en les liant. La teneur en calcium de l'eau et des sédiments d'un lac dystrophique est considérablement réduite par rapport à celle d'un lac ordinaire. Les acides gras essentiels, comme l'EPA et DHA, sont toujours présents dans les organismes des lacs humiques, mais sont dégradés en qualité nutritionnelle par cet environnement acide, ce qui entraîne une faible qualité nutritionnelle des producteurs des lacs dystrophiques, comme le phytoplancton. L'indice de dystrophie hydrochimique est une échelle utilisée pour évaluer le niveau de dystrophie des lacs. En 2016, Gorniak a proposé un nouvel ensemble de règles pour évaluer cet indice, en utilisant des propriétés telles que le pH de l'eau de surface, la conductivité électrique et les concentrations de carbone inorganique dissous et de carbone organique dissous. En raison du statut trophique préexistant différent, les lacs affectés par la dystrophie peuvent différer fortement dans leur composition chimique des autres lacs dystrophiques. Des études de la composition chimique des lacs dystrophiques ont montré des niveaux accrus d'azote inorganique dissous et des activités plus élevées de lipase et de glucosidase dans les lacs polyhummiques par rapport aux lacs oligohumiques. Dans les lacs oligohumiques, les micro-couches de surface ont des niveaux d'activité phosphatase plus élevés que les micro-couches souterraines. Le contraire est vrai lorsque le lac est polyhumique. Les lacs oligohumiques et polyhumiques montrent une activité aminopeptidase (en) plus élevée dans les microcouches souterraines que dans les microcouches de surface.

## Vie dans les lacs dystrophiques
Le bassin versant d'un lac dystrophique est généralement une forêt de conifères riche en sphaigne qui se répand le long de la surface de l'eau. Malgré la présence de nombreux nutriments, les lacs dystrophiques peuvent être considérés comme pauvres en nutriments, car leurs nutriments sont emprisonnés dans la matière organique et, par conséquent. ne sont pas accessibles aux producteurs primaires . La matière organique des lacs dystrophiques est majoritairement allochtone: elle est d'origine terrestre: la matière organique prélevée dans le bassin versant remplit progressivement ce milieu aquatique. En raison de cet environnement riche en matière organique, c'est le bactérioplancton qui contrôle le taux de flux de nutriments entre les environnements aquatiques et terrestres. Les bactéries sont présentes en grand nombre et ont un grand potentiel de croissance malgré des conditions dystrophiques. Ces bactéries dirigent le réseau trophique des lacs humiques en fournissant de l'énergie et en fournissant des formes utilisables de carbone organique et inorganique à d'autres organismes, principalement aux flagellés phagotrophes et mixotrophes. La décomposition de la matière organique par les bactéries convertit également l'azote et le phosphore organiques en leurs formes inorganiques qui sont maintenant disponibles pour l'absorption par les producteurs primaires, qui comprend à la fois le grand et le petit phytoplancton (algues et cyanobactéries)  . L'activité biologique des lacs humiques est cependant dominée par le métabolisme bactérien, qui domine le réseau trophique. La chimie des lacs humiques rend difficile l'établissement de niveaux trophiques plus élevés tels que les poissons planctivores, laissant un réseau trophique simplifié composé principalement de plantes, de plancton et de bactéries. La dominance des bactéries signifie que les lacs dystrophiques ont un taux de respiration plus élevé que le taux de production primaire.

## Impacts de la dystrophisation sur un écosystème lacustre
La formation d'un lac humique par ruissellement organique a un effet dramatique sur l'écosystème du lac. Les changements de composition chimique qui augmentent l'acidité du lac font qu'il est difficile pour les poissons et autres organismes de proliférer. La potabilité des eaux du lac diminue également à mesure que la concentration de carbone et l'acidité augmentent. Les poissons qui s'adaptent à l'acidité accrue peuvent également ne pas être propres à la consommation humaine, étant donné les polluants organiques. Les concentrations et la mobilité des métaux lourds peuvent également être modifiées à la suite de changements dans la composition chimique d'un lac humique.

## Lacs dystrophiques et changement climatique
Les lacs sont généralement connus pour être des puits importants dans le cycle du carbone. En raison de leurs niveaux élevés de carbone organique dissous, les lacs dystrophiques sont des puits de carbone beaucoup plus importants que les lacs clairs. Les niveaux élevés de concentrations de carbone dans les lacs humiques sont affectés par les modèles de végétation dans le bassin versant, dont le ruissellement est la principale source de matière organique. Cependant, les changements de ces niveaux peuvent également être attribués à des changements dans les précipitations, des modifications des taux de minéralisation du sol, une réduction des dépôts de sulfate et des changements de température. Tous ces facteurs peuvent être affectés par les changements climatiques. On s'attend à ce que le réchauffement climatique contemporain augmente l'apport de carbone organique aux lacs et change donc le caractère de certains en celui de dystrophique.

## Exemples de lacs dystrophiques
Des exemples de lacs dystrophiques qui ont été étudiés par des scientifiques comprennent le lac Suchar II en Pologne, les lacs Allgjuttern, Fiolen et Brunnsjön en Suède et le lac Matheson en Nouvelle-Zélande,,.